# Gaius Maesius Aquilius Fabius Titianus (consul en 245)
 (mai 2016).
Gaius Maesius Aquilius Fabius Titianus (fl. 245) est un homme politique de l'Empire romain.

## Biographie
Fils de Gaius Maesius Fabius Titianus, qui avait fixé en 197 et 198, avec sa sœur, l'inscription clarissimus puer pour honorer Septime Sévère et Caracalla, et petit-fils paternel de Gaius Maesius Aquilius Fabius Titianus.
Il est consul ordinaire en 245 avec l'empereur Philippe l'Arabe et un savant.
Il est marié avec Fonteia Frontina, fille de Fonteius Maximus. Ils ont eu un fils, Gaius Maesius Fabius Titianus, c.i. et patrice, marié avec Julia, fille de Gaius Julius Camilius Asper, les parents de: Maesia, femme de Quintus Flavius, les parents de Flavia, femme de Egnatius Lollianus, les parents de Quintus Flavius Maesius Egnatius Lollianus signo Mavortius; et de Quintus Fabius Titianus, père de Fabia Paulina Titiana, femme de Marcus Maecius Memmius Furius Baburius Caecilianus Placidus, et de Quintus Fabius Titianus.